# 贯索三
贯索三 (β CrB/ 北冕座 β)， 英文名 Nusakan， 是一个在北冕座的双星。 以肉眼看起来它是个单星，是北冕座的第二亮星。它距离太阳112光年，视星等在3.65和3.72之间变化。 

## 特性
贯索三在1907年首次被表明是双星，基于利克天文台的分光观测， J. B. Cannon 在1914年公布了轨道，周期40.9天。 之后F. J. Neubauer做的分光观测, 在1944年公布，发现周期为10.5年，并没有41天周期的证据。 Antoine Labeyrie和他的同事在1973年用散斑成像分离了这对双星，两星距离大约0.25弧秒，这个结果在1974年公布。1973年也在Coteau对这个双星进行了可见光观测。 利用散斑成像和可见光观测出的一些轨道在之后被公布，和光谱数据都符合。 在1999年， Söderhjelm公布了利用散斑成像和依巴谷卫星观测的轨道。
Neubauer's 在1944发现贯索三有小幅度的径向速度变化，周期320天，表示系统可能有第三个较轻的物体  1999年帕洛马山天文台进行的红外线干涉测量并没有它的证据，任何可能以此周期存在的第三个伴星一定小于10木星质量。 这个研究也发现更短周期21天伴星的可能性，但是数据不足以证实。
较亮的成员是个快速振荡Ap星， 周期16.2分钟。恒星分类A5IV，表面温度大约7980K，它有大约2倍太阳质量，2.75倍太阳半径，27.5倍太阳光度。较小的伴星的恒星分类为F2V，表面温度6750K，大约有1.4倍太阳质量，1.56倍太阳半径，4.5倍太阳光度。 这个系统的年龄大约是5.3亿年。 